# Farhad Mehrad
Farhad Mehrad (n. 19 ianuarie 1944, Teheran, Iran – d. 31 august 2002, Paris, Île-de-France, Franța) a fost un cântăreț iranian.